# Juigalpa
Juigalpa – miasto w środkowej Nikaragui, położone nad rzeką Mayales, około 30 km na północ od jej ujścia do jeziora Nikaragua. Ośrodek administracyjny departamentu Chontales. Ludność: 71,0 tys. (2002). Miasto rolnicze, ośrodek hodowli zwierząt, port lotniczy.

## Miasta partnerskie
- Haga, Holandia[1][2]